# متغاير النوى
متغاير النوى أو خليط الأنوية (heterokaryon) هو خلية متعددة النوى تحتوي على نوى مختلفة وراثياً. أو متباين التلازم النووى  (Heterokaryotic) و(heterokaryosis) هي مصطلحات مشتقة. هذا هو نوع خاص من الملتحم الخلوي. يمكن أن يحدث هذا بشكل طبيعي، كما هو الحال في الغزل الفطري أثناء التكاثر الجنسي، أو بشكل مصطنع كما يحدث عن طريق الاندماج التجريبي لخليتين مختلفتين وراثيا، كما هو الحال على سبيل المثال في تكنولوجيا الورم الهجين.